# 五井東
五井東（ごいひがし）は、千葉県市原市の五井地区にある町丁。現行行政地名は五井東一丁目から五井東三丁目。郵便番号は290-0055。

## 概要
市原市北西部の五井地区にある。
五井地区は市原市の中心地区であり、町名に「五井」と入る五井東はその中でも中心的な地域にあたる。五井東は、土地区画整理事業によって五井から分離設置された町丁であるため、町丁内は規則的な建物配置となっている。町丁の南部には、片側に2車線を持つ主要市道の平成通りが通っており、完成すると北は市原地区の八幡を経由して千葉市南部方面、南は姉崎地区の姉崎を経由して袖ケ浦市南部方面まで通じる。

## 地理

### 地価
2017年の公示地価によると千葉県市原市五井東3丁目11番地4で80,300(円/m²)である。

### 隣接町丁字
北は五井、東は君塚、西は五井中央東、南は更級と接している。五井東三丁目には養老川が通っている。

## 歴史

### 地名の由来
五井の東部に位置するため。

### 沿革
- 1971年（昭和46年）
  - 1月8日 - 市原市立五井小学校が五井4111番地（現：五井東1丁目6番地3）に移転[7]。
  - 9月14日 - 五井土地区画整理事業を含む都市計画決定[10]。
  - 12月15日 - 五井土地区画整理事業の事業認可[10]。
  - 12月17日 - 五井土地区画整理事業の事業認可公示[10]。
- 1986年（昭和61年）4月4日 - 五井土地区画整理事業の換地処分実施[10]。同時に地番変更及び住居表示を実施し、五井東が新設[7]。

## 世帯数と人口
2023年（令和5年）4月1日現在の世帯数と人口は以下の通りである。
| 町丁字       | 世帯数    | 人口総数 | 人口  | 人口   | 人口     | 人口     | 人口  | 人口   | 世帯人員 |
| 町丁字       | 世帯数    | 人口総数 | 若年  | 若年   | 生産年齢 | 生産年齢 | 高齢  | 高齢   | 世帯人員 |
| ------------ | --------- | -------- | ----- | ------ | -------- | -------- | ----- | ------ | -------- |
| 五井東一丁目 | 709世帯   | 1,272人  | 167人 | 13.13% | 842人    | 66.19%   | 263人 | 20.68% | 1.79人   |
| 五井東二丁目 | 401世帯   | 815人    | 84人  | 10.31% | 559人    | 68.59%   | 172人 | 21.10% | 2.03人   |
| 五井東三丁目 | 556世帯   | 1,037人  | 123人 | 11.86% | 620人    | 59.79%   | 294人 | 28.35% | 1.87人   |
| 合計         | 1,666世帯 | 3,124人  | 374人 | 11.97% | 2,021人  | 64.69%   | 729人 | 23.34% | 1.88人   |

## 通学区域
市立小学校・市立中学校及び県立高等学校の通学区域は以下の通りである。
| 町丁字       | 番地 | 小学校             | 中学校             | 高等学校 |
| ------------ | ---- | ------------------ | ------------------ | -------- |
| 五井東一丁目 | 全域 | 市原市立五井小学校 | 市原市立五井中学校 | 第9学区  |
| 五井東二丁目 | 全域 | 市原市立五井小学校 | 市原市立五井中学校 | 第9学区  |
| 五井東三丁目 | 一部 | 市原市立五井小学校 | 市原市立五井中学校 | 第9学区  |
| 五井東三丁目 | 一部 | 市原市立白金小学校 | 市原市立若葉中学校 | 第9学区  |

## 施設
- 市原教育会館
- 市原市立五井小学校
- 熊野神社
- 前原公園

## 交通

### 鉄道
駅はないが最寄りは、五井駅である。

### バス
字内の停留所を通過する路線バスは以下の通りである。
| 運行会社 | 系統     | 運行区間   | 運行区間       | 運行区間               | 備考                         |
| 運行会社 | 系統     | 起点       | 終点           | 経由                   | 備考                         |
| -------- | -------- | ---------- | -------------- | ---------------------- | ---------------------------- |
| 小湊鐵道 | 五01系統 | 五井駅東口 | 国分寺台       | アリオ市原、市原市役所 |                              |
| 小湊鐵道 | 五02系統 | 五井駅東口 | 市原歴史博物館 | アリオ市原、稲荷台     | 人員不足により土休日全便運休 |
| 小湊鐵道 | 五03系統 | 五井駅東口 | 市原歴史博物館 | 君塚郵便局、市原市役所 | 人員不足により土休日全便運休 |
| 小湊鐵道 | 五11系統 | 五井駅東口 | 国分寺台       | アリオ市原、市原市役所 | 五01系統と重複のため休止     |
| 小湊鐵道 | 五22系統 | 五井駅西口 | 山倉こどもの国 | 君塚郵便局、市原市役所 | 人員不足により土休日全便運休 |

### 道路
1. 国道
  - なし
2. 県道
  - なし
3. 主な市道
  - 市役所通り（市道一号川岸西広線）
  - 平成通り（市道六号八幡椎津線）[13]